# Eat the Night

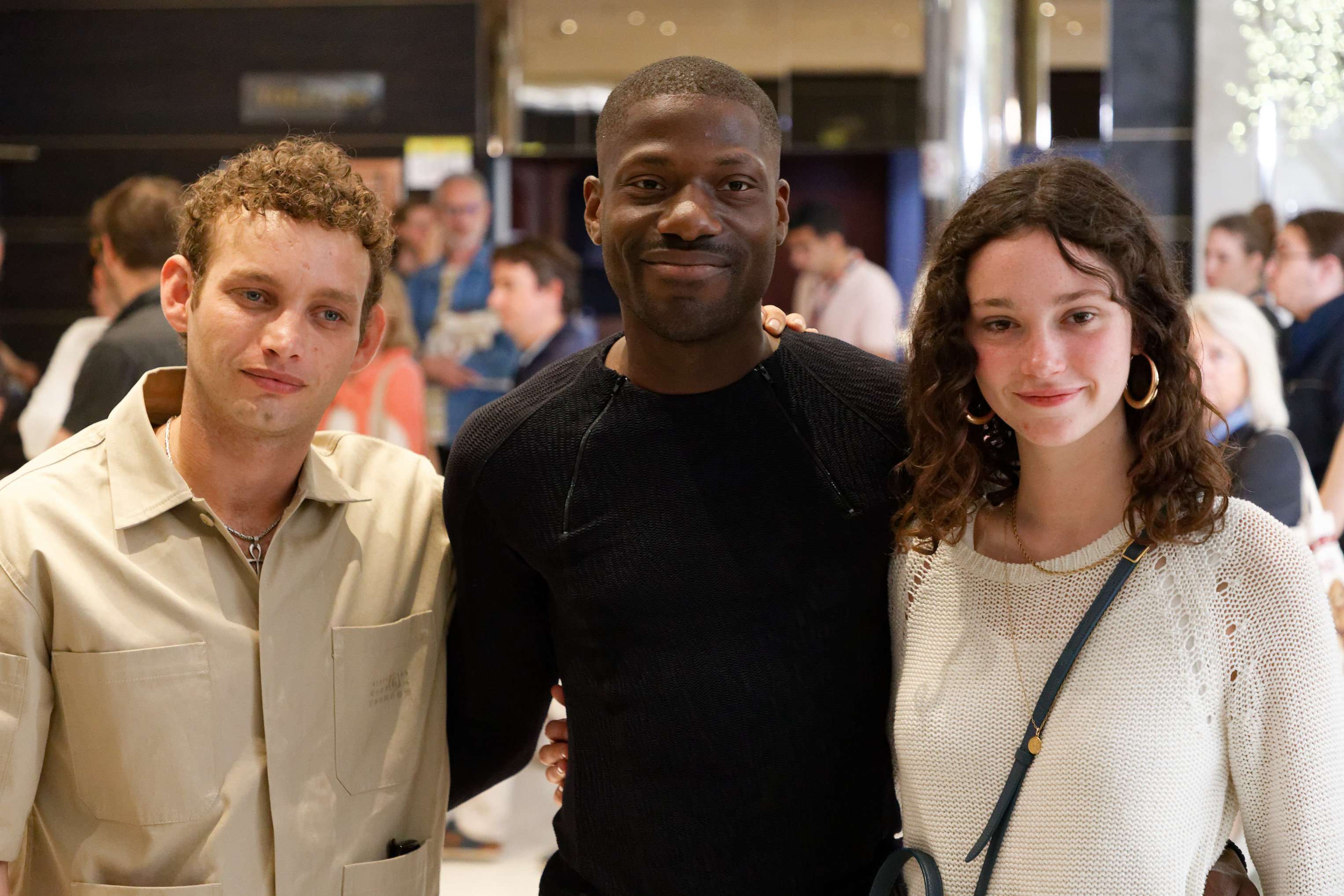
Cholbi, Falé i Gueneau al Festival de Cinema de Canes 2024 per a la preestrena dEat the Night.

Eat the Night és una pel·lícula de thriller francesa del 2024, dirigida per Caroline Poggi i Jonathan Vinel. La pel·lícula se centra en la relació entre l'Apolline (Lila Gueneau) i en Pablo (Théo Cholbi), germans de Le Havre que són fans apassionats d'un videojoc en línia anomenat Darknoon; quan els desenvolupadors del joc anuncien que tancarà per Nadal, l'Apolline continua obsessionada amb el joc mentre que en Pablo gira full i inicia una relació romàntica amb la Night (Erwan Kepoa Falé), amb qui es veu embolicat en un perillós conflicte entre bandes rivals de narcotraficants. S'ha subtitulat al català.
La pel·lícula es va estrenar el 21 de maig de 2024 al programa Quinzena de Cineastes del Festival de Cinema de Canes de 2024, on va ser nominada a la Palma Queer.